# قلعه نهجیر
قلعه نهچیر مربوط به دوره صفوی است و در شهرستان مبارکه، جاده مجتمع فولاد مبارکه واقع شده و این اثر در تاریخ ۱۱ مرداد ۱۳۷۶ با شمارهٔ ثبت ۱۸۹۵ به‌عنوان یکی از آثار ملی ایران به ثبت رسیده است.